# NGC 161
NGC 161 je galaksija u zviježđu Kit.

## Vanjske poveznice
- SEDS: NGC 0161